# لوکاس ترامر
لوکاس ترامر (انگلیسی: Lucas Tramèr؛ زادهٔ ۱ سپتامبر ۱۹۸۹) قایقران روئینگ اهل سوئیس است.